# У (десять держав)
Царство У (спрощ.: 吳) — китайська держава, що утворилася після падіння династії Тан у 907 році. Ця держава керувалася ванами (царями) з роду Ян, першим з яких був Ян Во. Правління цієї династії тривало 30 років. Була повалена Сюєм Чжігао, який заснував державу Південну Тан.

## Історія
Підвалини нової держави було закладено військовиком Ян Сінмі, який відзначився при придушенні у 880-х роках повстання Хуа Чао в період занепаду династії Тан. У 892 році Ян стає цзєдуши Хуайнаня з головним місто Гуанлін (сучасне м. Янчжоу провінції Цзянсу). У 902 році отримує титул вана (князя) У. Потроху Ян Сінму стає майже незалежним: з 904 року визнавав владу імператора Тан лише формально. Остаточно звільнився від влади центру його наступник Ян Во, який оголосив про утворення царства У.
Ця держава не відрізнялася внутрішньою стабільністю: із самого початку тривали палацові чвари, що посилювалися втручанням династії Пізня Лян. На час свого правління вану Ян Луняню вдалося втихомирити роди та відбити загрозу зовнішніх ворогів. Втім після смерті останнього влада поступово перейшла до рук військовика Сюй Чжігао, який зрештою у 937 році змусив вана Ян Пу зректися влади.

## Вани
| Посмертне ім'я                  | Особисте ім'я                | Роки правління | Девіз і роки правління |
| ------------------------------- | ---------------------------- | -------------- | --- |
| Цзін-хуанді 景皇帝Jǐng Huángdì  | Ян Во 楊渥 Yáng Wò           | 907–908        | - Тянью (天佑 Tiānyòu) 907–908                                                                                              |
| Сюань-хуанді 宣皇帝Xuān Huángdì | Ян Лунянь 楊隆演Yáng Lóngyǎn | 908–921        | - Уї (武義Wuyi) 908–921 |
| Жуї-хуанді 睿皇帝 Ruì Huángdì   | Ян Пу 楊溥 Yáng Pǔ           | 921–937        | - Шуї (順義 Shuyi) 921–927 - Цяньчжень (乾貞 Qiánzhēn) 927–929 - Дахе (大和 Dàhé) 929–935 - Тяньцзуо (天祚 Tiānzuò) 935–937 |